# 양배추
양배추(洋白菜)는 브라시카 올레라케아(Brassica oleracea)의 재배종이다. 원산지는 지중해 연안이며 감람(甘藍)이라고도 하는 두해살이풀이다. 배추와는 여러가지로 유사하나, 다른 점도 많다.
양배추 머리는 일반적으로 0.5 - 4 킬로그램 (1 - 9 파운드)이며, 녹색, 보라색 또는 흰색일 수 있다. 매끈 매끈하고 단단한 녹색 양배추가 가장 일반적이다. 두 가지 색의 부드럽게 잎이 달린 자주색 배추와 곱슬 머리 모양의 사보이 양배추는 더 드물다. 다층 야채이다. 여름철 북반구 고위도에서 볼 수있는 것과 같이 햇볕이 잘 드는 날에는 양배추가 상당히 자랄 수 있다. 2012년 기준으로, 가장 무거운 양배추는 62.71kg (138.25lb)이다.

## 생태
잎은 두껍고 털이 없으며 분백색이 돈다. 또한 잎가장자리에 불규칙한 톱니가 있으며 서로 겹쳐져서 중앙부의 것은 공처럼 단단하게 된다. 꽃은 5~6월에 피고 연한 황색이며 2년생 뿌리에서 자란 꽃줄기 끝 총상꽃차례에 달린다. 꽃받침조각과 꽃잎은 4개씩이고 6개의 수술 중 4개가 길며 암술은 1개이다. 각과(角果)는 짧은 원주형이며 비스듬히 선다.

## 역사
양배추는 광범위한 역사를 가지고 있지만 "브라시카"로 분류됐었거나 다양한 잎이 많은 채소들로 인해 정확한 기원을 추적하기가 어렵다. 영국과 유럽 대륙에서 처음 발견된 양배추의 야생 조상은 소금에 견디지 만 다른 식물에 의한 침식이 없고 서늘한 습기가 많은 연안 서식지의 암석 절벽에 서식한다.

## 품종
양배추는 전 세계에 분포되어 각기 다른 환경 속에서 재배되고 있기 때문에 품종의 분화 및 발달이 매우 복잡하다. 한국에서는 외국에서 육성된 품종을 수입하여 재배하는 경우가 대부분이다. 양배추의 품종은 구(球)의 모양, 수확기의 조만(早晩), 꽃눈의 분화에서 저온감응성의 예민도 등에 따라 분류한다. 수확 시기에 따라 조생종·중생종·만생종으로 분류하기도 한다. 늦가을부터 겨울 동안에 생산된 양배추가 맛이 뛰어나다.

## 주요성분
날로 먹거나 양배추말이 등 쪄서 먹는다. 비타민 C가 풍부하다. 안토시아닌(anthocyanin)이라는 주요한 색소 성분이 함유되어있어 보통 자주색 띠를 보여준다.

## 효능
양배추는 식용 식물로서의 평범한 목적 외에도 역사적으로 여러 가지 건강상의 이익을 위한 약초로 사용되어 왔다. 예를 들어, 고대 그리스인들은 완하제로 야채를 섭취하고 버섯 중독, 안약, 그리고 타박상을 치료하는 데 사용되는 보형물에 양배추 주스를 해독제로 사용하도록 권장했다.양배추는 암, 특히 대장암의 위험성을 저하시킨다.

## 생산량
| 양배추 생산량 – 2017년 기준 | 양배추 생산량 – 2017년 기준 |
| 국가                        | 생산량 (단위: 백만톤)       |
| --------------------------- | --------------------------- |
| 중국                        | 33.4                        |
| 인도                        | 8.8                         |
| 러시아                      | 3.5                         |
| 대한민국                    | 2.4                         |
| 우크라이나                  | 1.7                         |
| 전 세계                     | 71.4                        |
| 출처: 유엔 FAOSTAT          |                             |